# Magaña (Soria)
Magaña ist ein Ort und eine zur bevölkerungsarmen Serranía Celtibérica gehörende Gemeinde (municipio) mit insgesamt nur noch 64 Einwohnern (Stand: 2024) im Norden der Provinz Soria im Osten der autonomen Gemeinschaft Kastilien-León in Spanien.

## Lage und Klima
Der Ort Magaña liegt auf einer Anhöhe oberhalb einer Flussschleife des Río Alhama ca. 40 km (Fahrtstrecke) nordöstlich der Provinzhauptstadt Soria in einer Höhe von ca. 950 m. Das Klima ist gemäßigt bis warm; Regen (ca. 635 mm/Jahr) fällt hauptsächlich im Winterhalbjahr.

## Bevölkerungsentwicklung
| Jahr      | 1857 | 1900 | 1950 | 2000 | 2018 |
| Einwohner | 468  | 494  | 501  | 103  | 73   |

Infolge der Mechanisierung der Landwirtschaft, der Aufgabe bäuerlicher Kleinbetriebe und des daraus resultierenden geringeren Arbeitskräftebedarfs ist die Einwohnerzahl seit der Mitte des 20. Jahrhunderts deutlich zurückgegangen (Landflucht). Zur Gemeinde gehören auch die Weiler (pedanías) Pobar und Villarraso mit zusammen ca. 35 Einwohnern.

## Wirtschaft
Grundlage des Lebens und Überlebens der jahrhundertelang weitgehend als Selbstversorger lebenden Bewohner von Magaña war und ist die Landwirtschaft, zu der natürlich auch die Viehzucht gehört. Einige der leerstehenden Häuser wurden in den letzten Jahrzehnten zu Ferienwohnungen (casas rurales) umgebaut.

## Geschichte
Kelten bzw. Keltiberer, Römer und Westgoten haben keine Spuren auf dem Gebiet der hochgelegenen Gemeinde hinterlassen. Angeblich aus der Zeit der Maurenherrschaft stammen die Fundamente des Bergfrieds der Burg. Das 11. Jahrhundert ist gekennzeichnet durch die christliche Rückeroberung (reconquista) und Wiederbesiedlung (repoblación) der Gegend, die bis zum Frieden von Almazán (1375) gleichermaßen vom Königreich Aragón und von Kastilien beansprucht wurde. Die erstmalige urkundliche Erwähnung des Ortes stammt aus einem Dokument des Jahres 1181.

## Sehenswürdigkeiten

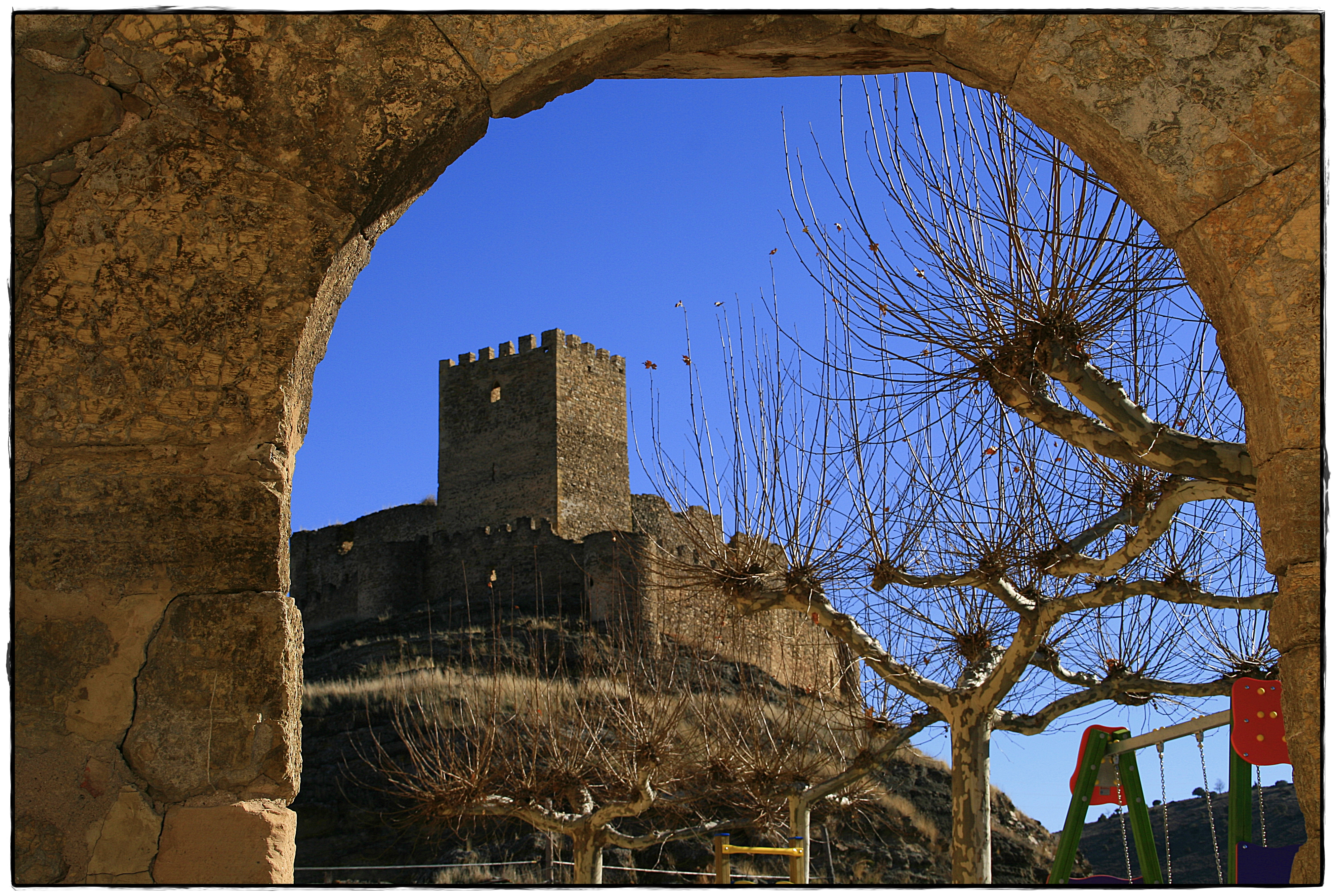
Castillo de la Nava del Marqués

- Das gesondert auf einem Nachbarhügel gelegene Castillo de la Nava del Marqués oder auch nur Castillo de Magaña ist eine der besterhaltenen Burgen in der Provinz Soria. Der auf quadratischem Grundriss erbaute Bergfried (torre de homenaje) überragt den Ort; er ist der älteste Teil der Burg – sein Ursprung wird von einigen noch auf die Zeit der Mauren (10./11. Jahrhundert) zurückgeführt. Das von halbrund vorspringenden Wehrtürmen stabilisierte und gesicherte äußere Mauergeviert stammt erst aus dem 14./15. Jahrhundert.
- Die Pfarrkirche San Martín de Tours mit ihrer schmucklosen, aber von einem Glockengiebel (espadaña) überragten Westfassade und ihrer polygonal gebrochenen Apsis stammt ursprünglich aus dem 13. Jahrhundert, wurde aber in späterer Zeit grundlegend umgestaltet. Im Inneren befindet sich ein barockes Altarretabel (retablo).
- Die am Fuß des Burgbergs stehende Ermita de La Virgen de Barruso war wohl ursprünglich die Kirche eines kleinen Weilers. Außergewöhnlich ist der nach Süden weisende Glockengiebel neben dem Eingangsportal. Die nach Nordosten abgewinkelte Apsis hat einen kleinen Altarretabel und ist mit Fresken des 17./18. Jahrhunderts bemalt.